# Franck de Almeida

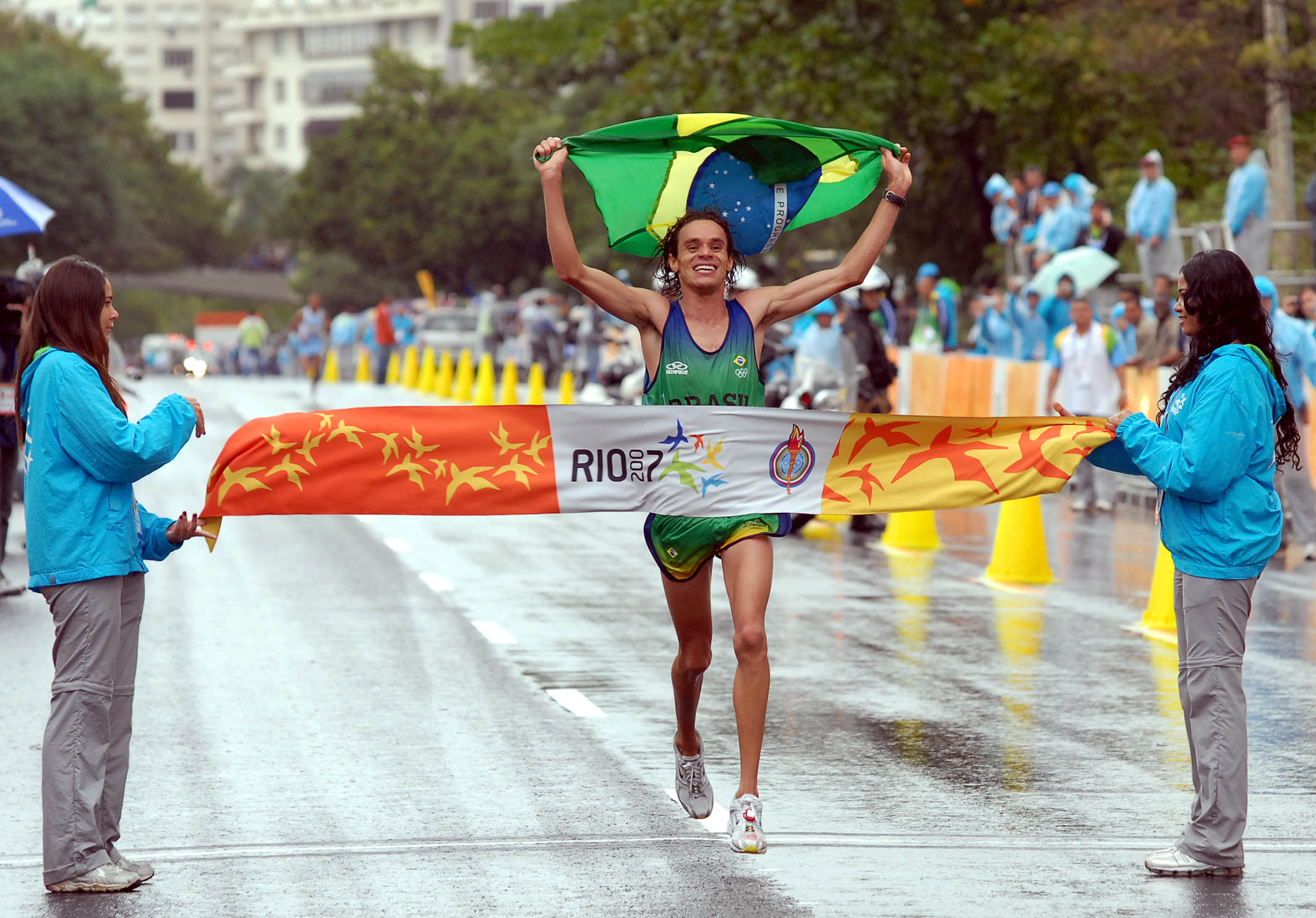
Franck de Almeida bei den Panamerikanischen Spielen 2007

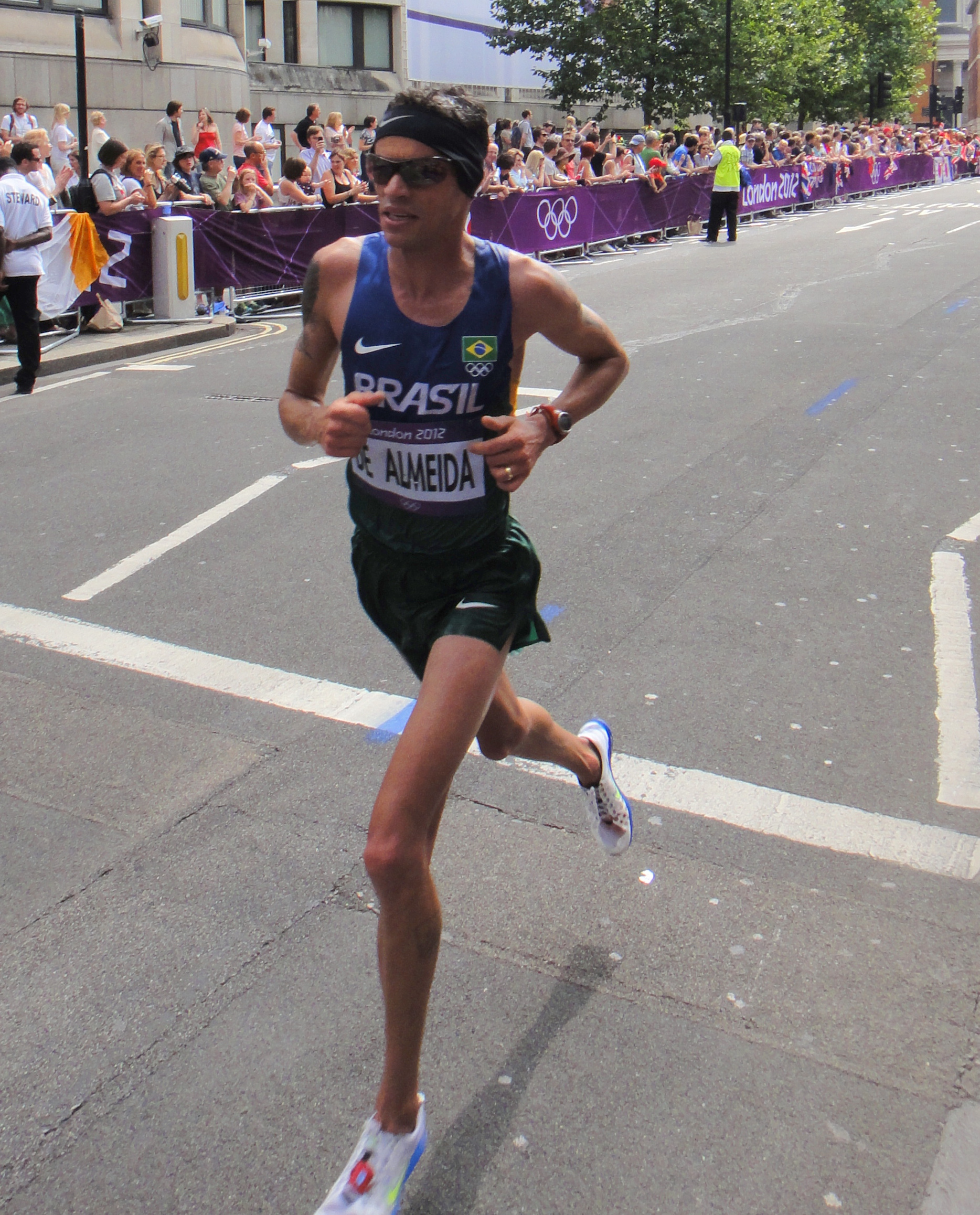
Franck de Almeida bei den Olympischen Spielen 2012

Franck de Almeida (Franck Caldeira de Almeida; * 6. Februar 1983 in Sete Lagoas) ist ein brasilianischer Marathonläufer.
2004 gewann er den São-Paulo-Marathon. Nachdem er bei den Halbmarathon-Weltmeisterschaften in Neu-Delhi nicht das Ziel erreichte, siegte er beim Praia-Grande-Halbmarathon.
2006 wurde er Vierter beim Mailand-Marathon und gewann die Corrida Internacional de São Silvestre. Im Jahr darauf triumphierte er beim Marathon der Panamerikanischen Spiele in Rio de Janeiro.
2008 kam er beim Paris-Marathon auf den 18. Platz. Beim Marathon der Olympischen Spiele in Peking gab er auf, bei den Halbmarathon-WM in Rio de Janeiro belegte er den 28. Platz.
2009 wurde er Zweiter beim São-Paulo-Marathon und lief bei den Halbmarathon-WM in Birmingham auf Rang 79 ein.
2012 qualifizierte er sich mit einem sechsten Platz beim Mailand-Marathon für die Olympischen Spiele in London, bei den er auf den 13. Platz kam.
2014 wurde er Zweiter bei der Maratona di Sant’Antonio. Beim Marathon der Panamerikanischen Spiele 2015 in Toronto erreichte er nicht das Ziel.

## Persönliche Bestzeiten
- Halbmarathon: 1:02:29 h, 7. November 2004, Praia Grande
- Marathon: 2:12:03 h, 15. April 2012, Mailand